# Königsbrunn
Königsbrunn je město v německé spolkové zemi Bavorsko, v zemském okrese Augsburg ve vládním obvodu Švábsko.
V roce 2014 zde žilo 27 467 obyvatel.

## Poloha
Sousední obce jsou: Augsburg, Bobingen, Merching, Oberottmarshausen a Schmiechen.